# 2015년 10월
| 2015년: 1월 · 2월 · 3월 · 4월 · 5월 · 6월 · 7월 · 8월 · 9월 · 10월 · 11월 · 12월 |

| <          | 2015년 10월 | 2015년 10월 | 2015년 10월 | 2015년 10월 | 2015년 10월 | >          |
| 일         | 월          | 화          | 수          | 목          | 금          | 토         |
|            |             |             |             | 1 8.19 경술 | 2 20 신해   | 3 21 임자  |
| 4 22 계축  | 5 23 갑인   | 6 24 을묘   | 7 25 병진   | 8 26 정사   | 9 27 무오   | 10 28 기미 |
| 11 29 경신 | 12 30 신유  | 13 9.1 임술 | 14 2 계해   | 15 3 갑자   | 16 4 을축   | 17 5 병인  |
| 18 6 정묘  | 19 7 무진   | 20 8 기사   | 21 9 경오   | 22 10 신미  | 23 11 임신  | 24 12 계유 |
| 25 13 갑술 | 26 14 을해  | 27 15 병자  | 28 16 정축  | 29 17 무인  | 30 18 기묘  | 31 19 경진 |

| 편집하기 |

## 2015년 10월 31일 (토요일)
국제
- 이집트 시나이 반도 북부에서 러시아 코갈리마비아 항공 9268편이 추락해서 탑승객 224명이 사망하였다.

## 2015년 10월 29일 (목요일)
국제
- 중국이 한 아이 정책을 완전히 폐지하기로 결정하다.

사회
- 주거래 계좌를 다른 은행으로 옮길 때 기존 계좌에 등록된 각종 공과금 카드대금, 급여 등 이체 항목을 별도의 신청 없이 새 계좌로 자동으로 옮길 수 있는 계좌이동제가 단계적으로 시행하였다

## 2015년 10월 26일 (월요일)
사회
- 경상북도 상주시 중부내륙고속도로 상주터널에서 시너를 가득 싣은 트럭이 전복해 폭발사고가 일어나 21명이 중경상을 입었다.

국제
- 아프가니스탄 북동부 쪽에서 진도 7.7 강진이 발생해 45명의 사망자가 발생하였다.

## 2015년 10월 25일 (일요일)
사회
- 중동호흡기증후군 코로나바이러스 152번 환자가 숨졌다. 이로써 메르스로 인한 사망자가 37명으로 늘었다.

## 2015년 10월 20일 (화요일)
사회
- 대한민국과 조선민주주의인민공화국의 이산가족들이 2박 3일씩 총 일주일간의 일정으로 상봉을 했다.

## 2015년 10월 19일 (월요일)
사회
- 창원지방검찰청이 스타크래프트 II의 승부조작 혐의로 선수, 감독 등 11명을 기소했다.

## 2015년 10월 16일 (금요일)
사회
- 용인 캣맘 사망 사건의 범인인 초등학생이 검거되었다.

## 2015년 10월 13일 (화요일)
국제
- 앵거스 디턴이 노벨 경제학상을 수상하였다.

## 2015년 10월 12일 (월요일)
정치
- 성폭행 논란으로 물의를 빚은 대한민국의 국회의원 심학봉이 의원직을 사퇴하다.

사회
- 대한민국 정부가 한국사 교과서를 국정화하기로 결정하였다,

## 2015년 10월 11일 (일요일)
국제
- 벨라루스의 대통령 선거에서 알렉산드르 루카셴코가 5선 연임에 성공하였다.

## 2015년 10월 10일 (토요일)
사회
- 조선민주주의인민공화국에서 노동당 창건 70주년을 맞아 대규모 열병식이 열렸다.

국제
- 튀르키예 앙카라 앙카라 중앙역에서 자살 폭탄 테러가 발생하여 97명 이상이 사망하였다.

## 2015년 10월 9일 (금요일)
국제
- 튀니지 국민 4자 대화 기구가 2015년 노벨 평화상을 수상하였다.

## 2015년 10월 8일 (목요일)
국제
- 스베틀라나 알렉시예비치가 2015년 노벨 문학상을 수상하였다.

## 2015년 10월 7일 (수요일)
국제
- 토마스 린달, 폴 L. 모드리치, 아지즈 산자르가 2015년 노벨 화학상을 수상하였다.

## 2015년 10월 6일 (화요일)
국제
- 가지타 다카아키, 아서 B. 맥도널드가 2015년 노벨 물리학상을 수상하였다.

## 2015년 10월 5일 (월요일)
국제
- 윌리엄 C. 캠벨, 오무라 사토시, 투유유가 2015년 노벨 생리학·의학상을 수상하였다.
- 미국 애틀란타에서 환태평양 경제동반자협정 협상이 오랜 진통 끝에 마침내 타결되었다.

## 2015년 10월 4일 (일요일)
사회
- 인천광역시 중구 팔미도에서 연안부두를 오가던 유람선이 접안 중 사고가 발생해 72명이 부상을 입었다.

## 2015년 10월 3일 (토요일)
국제
- 방글라데시 다카에서 한 일본인이 IS로 추청된 괴한에 피습을 당해 사망하였다.

## 2015년 10월 1일 (목요일)
국제
- 미국 오리건주 로즈버그 엄프콰 커뮤니티 칼리지에서 총기 난사 사건이 발생하여 10명이 사망하였다.